# Detlof Hans von Bassewitz
Detlof Hans von Bassewitz (* 16. Juni 1688 in Mecklenburg; † 1764 ebenda) war ein Offizier in ansbach-bayreuthischen und schwedischen Diensten, zuletzt Oberstleutnant. Er nahm 1713/19 an der Fronde gegen Herzog Karl Leopold von Mecklenburg (sog. Ständekonflikt) teil und war 1755 Mitunterzeichner des Landesgrundgesetzlichen Erbvergleichs.

## Leben
Bassewitz war der dritte Sohn des Oberstleutnants und Dobbertiner Klosterhauptmanns Joachim Lütke von Bassewitz und dessen Frau Agnes Hedwig, geborene von Krakewitz aus dem Hause Presentzke. Detlof Hans hatte noch zehn Brüder und neun Schwestern.
1705 trat Bassewitz in den Militärdienst der Markgrafen von Bayreuth. 1708 wurde er dort Leutnant und 1714 Capitaine-Lieutenant. Er soll die zwei Schiffe auf dem künstlichen Brandenburger See (heute Industriegebiet) befehligt haben, auf dem Markgraf Georg Wilhelm nächtliches Feuerwerk veranstalten ließ. 1715 trat er als Major in schwedische Dienste ein. Bereits im folgenden Jahr nahm Bassewitz als Oberstleutnant im Barthschen Dragoner-Regiment seinen Abschied.
1717 wurde er Ritter des 1705 gestifteten Ordre de la Sincérité.
Am 13. Mai 1725 heiratete er Davidia Eleonore Dorothea von Bülow aus dem Hause Plüskow (* 3. August 1709; † 1769). Mit ihr hatte er sieben Söhne und elf Töchter, darunter Ulrich Carl Adolph von Bassewitz.
1715 erbte Bassewitz 60.000 Taler von seinem Vetter ersten Grades Ulrich Carl von Bassewitz. 1725 kaufte er von seinem Vater die Güter Wendorf (später Schönhof) und Klein Walmstorf für 30.000 Taler. Klein Walmstorf verkaufte er später wieder, bevor er 1740 von seinem Vetter ersten Grades Adolf Friedrich von Bassewitz die Güter Bibow, Jarchow, Holldorf, Neuhof, Hasenwinkel und Klappenkruge erbte, von denen er anscheinend die letzten beiden später wieder verkaufte. 1749 übernahm er Hohen Luckow nach dem Tod seines Vetters dritten Grades Christoph von Bassewitz, beglich dessen Schulden und zahlte die Verwandten aus.
1755 war Detlof Hans von Bassewitz Mitunterzeichner des Landesgrundgesetzlichen Erbvergleichs, ebenso wie sein Bruder Christian Siegfried von Bassewitz.

## Fronde gegen Herzog Carl Leopold
Die wohl einschneidendste Erfahrung von Bassewitz dürfte wohl 1713/19 seine Teilnahme an der Fronde gegen Herzog Karl Leopold (sog. Ständekonflikt) sein, der absolute Fürstenmacht anstrebte und im Juli 1716 russische Truppen ins Land rief, die u. a. den Vater von Bassewitz als einen Hauptführer der mecklenburgischen Ritterschaft auf Klein Walmsdorf arrestieren sollten. Stattdessen wurde zufällig Detlof Hans von Bassewitz angetroffen, der sich für seinen Vater ausgab und am 17. Juli 1716 verhaftet wurde, ebenso Oberstleutnant Jasper von Oertzen auf Roggow, Engelke von Plessen zu Barnekau und Kammerjunker Julius Ludwig von Pedersdorff. In der Haft mussten sie „viel Drangsal erdulden“, wurden nach vielen Verhandlungen am 20. September 1716 von den Russen in Güstrow freigelassen, aber sogleich wieder von Herzog Carl Leopold verhaftet und bis zum 20. Oktober 1716 in Rostock im weißen Collegium eingesperrt.